# Trigoniulus megaloproctus
Trigoniulus megaloproctus är en mångfotingart som beskrevs av Pocock 1894. Trigoniulus megaloproctus ingår i släktet Trigoniulus och familjen Trigoniulidae. Inga underarter finns listade i Catalogue of Life.